# Regnes antics d'Anatòlia
A continuació hi ha una llista dels regnes antics d'Anatòlia, la regió que comprèn la major part de la Turquia actual que era casa a diversos regnes antics. La llista no inclou els regnes més primerencs, que tan sols eren ciutats estat, excepte aquells que han afectat la Història. També exclou invasors estrangers (com l'Imperi Aquemènida, l'Imperi Macedoni i l'Imperi Romà, entre altres).

Mapa de l'Imperi Hitita on es mostren els pobles d'Anatòlia veïns i els regnes

## Edat del bronze i del ferro
Regnes d'abans de la conquesta aquemènida (546 aC)
| Nom del regne  | Capital             | Durada (aC)           |
| -------------- | ------------------- | --------------------- |
| Eòlia          | Esmirna             | Segle VIII - Segle VI |
| Arzawa         | Apasa (Efes?)       |                       |
| Lliga d'Assuwa |                     | 1300-1250             |
| Deiaena        |                     | 1118-760              |
| Dòria          |                     | 1200-580              |
| Gurgum         | Marqas              | ?-711                 |
| Hatti          | Hattum              | 2500-1780             |
| Hayasa-Azzi    |                     | 1500-1290             |
| Hiti           | Hattusa             | 1700-1180             |
| Jònia          | Delos               | 1070-545              |
| Isuwa          |                     | 1630-1200             |
| Karuwa         |                     | 1250-560              |
| Kashka         |                     | 1430-1200             |
| Kizzuwatna     | Kummanni (Comana ?) | 1600-1220             |
| Kummukh        | Kummuh              | ?-705                 |
| Neša           | Kanesh              | 2800-1720             |
| Lícia          | Xanthos, Patara     | 1250-546              |
| Lídia          | Sardis              | 1200-546              |
| Lúvia          |                     | 2300-1400             |
| Lukka          |                     | 2000-1183             |
| Mitanni        | Washukanni          | 1690-1300             |
| Milet          | Milet               |                       |
| Pala           |                     | ?-1178                |
| Neohitites     | Carquemix           | 1180-700              |
| Frígia         | Gordium             | 1200-700              |
| Troia          | Troia               | 3000-700              |

## Edat clàssica
Regnes de després de la partició de Babilònia (323 aC)
| Nom del regne | Capital               | Durada (aC)   |
| ------------- | --------------------- | ------------- |
| Antigònides   | Antigonea (Nicea (?)) | 306-168       |
| Armènia       |                       | 331-1         |
| Bitínia       | Nicomèdia             | 297-74        |
| Capadòcia     |                       | 322-130       |
| Commagena     | Samòsata              | 163-72        |
| Galàcia       | Ancira                | 280-64        |
| Paflagònia    | Gangra                | Segle V - 183 |
| Pergamon      | Pergamon              | 281-133       |
| Pontus        | Amasia                | 291-62        |

No va aparèixer cap regne local nou entre els segles IX i III aC; aquest període correspon al domini estranger (Imperi Aquemènida i Imperi de Macedònia).